# Furans
Ne doit pas être confondu avec Furan.
Le Furans est une rivière française, affluent de la dérivation de Belley, donc sous-affluent du Rhône en rive droite, qui coule dans le département de l'Ain, en région Auvergne-Rhône-Alpes.

## Géographie
Il coule entièrement dans le département de l'Ain, sur 29,4 km de longueur. Il naît au nord de la commune de La Burbanche, à proximité du lac des Hôpitaux et emprunte la direction du sud-est par la cluse des Hôpitaux. 
Le Furans baigne la ville de Belley, et se jette dans le Rhône , après avoir rencontré la dérivation de Belley, 15,1 km, sur la commune de Brens.

### Communes traversées
Dans le seul département de l'Ain, le Furans traverse les neuf communes suivantes, de La Burbanche (source), Rossillon, Cheignieu-la-Balme, Pugieu, Andert-et-Condon, Chazey-Bons, Belley, Arbignieu, Brens , Saint Bois, (confluence).

### Bassin versant
Le Furans traverse les deux zones hydrographiques suivantes V145 et V146, pour une superficie totale de 209 km2. Ce bassin versant est constitué à 57,39 % de « forêts et milieux semi-naturels », à 36,95 % de « territoires agricoles », à 3,75 % de « territoires artificialisés », à 1,01 % de « zones humides », à 0,84 % de « surfaces en eau ».

## Affluents
Le Furans a huit tronçons affluents référencés :
- le ruisseau Pointay,
- le Bief de Sonne,
- l'Arène,
- le ruisseau de Farabos,
- le ruisseau de Cressieu,
- le ruisseau des Pus,
- le ruisseau du Praillon,
- le ruisseau d'Armaille,

## Hydrologie
Le Furans est une rivière abondante comme l'ensemble des cours d'eau du massif du Jura. 

### Le Furans à Arbinieu
Son débit a été observé sur une période de 25 ans, à Arbignieu, localité du département de l'Ain située à peu de distance de son débouché dans le Rhône: et. Le bassin versant de la rivière est de 160 km2.
Le module de la rivière à Arbignieu est de 3,85 m3/s. Le Furans présente des fluctuations saisonnières de débit assez fortes, avec des hautes eaux d'hiver-printemps, de janvier à mai inclus, portant les débits mensuels moyens à des valeurs situées entre 4,63 à 6,54 m3/s (avec un maximum en février), et des basses eaux d'été, de juillet à septembre, avec un minimum mensuel moyen de 1,02 au mois d'août.

### Étiage ou basses eaux
Le VCN3 peut chuter jusque 0,433 m3/s, en cas de période quinquennale sèche, ce qui reste assez consistant.  

### Crues
Les crues peuvent être relativement importantes. Les QIX 2 et QIX 5 valent respectivement 24 et 32 m3/s. Le QIX 10 est de 37 m3/s. Quant au QIX 20 il vaut 42 m3/s, tandis que le QIX 50 se monte à 49 m3/s.
Le débit instantané maximal enregistré a été de 48,5 m3/s en octobre 1998, tandis que le débit journalier maximal était de 44,2. 

### Lame d'eau et débit spécifique
Le Furans est alimenté par les précipitations importantes de la région du Jura. La lame d'eau écoulée dans son bassin versant est de 760 millimètres annuellement, ce qui est largement supérieur à la moyenne d'ensemble de la France, mais aussi à la moyenne de la totalité du bassin du Rhône (680 millimètres par an à Valence). Le débit spécifique (ou Qsp) atteint 24,1 litres par seconde et par kilomètre carré de bassin.

## Pêche
Le Furans est un cours d’eau de  1 ére catégorie à truite fario, et localement ombre commun. Il est en grande partie géré par l' AAPPMA du Bas-Bugey.